# Публий Титий
Публий Титий (на латински: Publius Titius; † 43 пр.н.е.) е политик на свършващата Римска република и през 43 пр.н.е. народен трибун.

## Биография
Произлиза от римската благородническа фамилия Титии. Той е голям привърженик на цезарианите. Когато Цицерон иска да проведе заповед от Сената за честването на Луций Мунаций Планк, Титий пречи на това като народен трибун по желание на Публий Сервилий Исаврик (9 април 43 пр.н.е.)
Когато още 20-годишният осиновен син, наследник и обявил се за отмъстител за Цезар, Октавиан, прекратява съюза си със Сената и през август 43 пр.н.е. с войските си тръгва към Рим, тогавашният също народен трибун Публий Сервилий Каска Лонг, се страхува за живота си, понеже е от групата на убийците на Цезар. Затова той набързо напуска Рим. Понеже заминаването му не е покрито от закона той е махнат от службата народен трибун по предложение на служебния му колега Титий.
От Титий предложеният и приет от Сената закон (Lex Titia) създава формалната правна основа за съставянето на службата Триумвират, служба която издига тримата най-могъщи представители на цезарианите – Октавиан, Марк Антоний и Марк Емилий Лепид – от 27 ноември 43 пр.н.е. за пет години (до 31 декември 38 пр.н.е.) на единствените държавни ръководители с големи правомощия. Скоро след това Титий умира. По народно вярване, това било божественото наказание, което сполетява до една година тези служители, които премахват свой колега. Като примери историкът Дион Касий и Юлий Обсеквенс дават легендарния консул Луций Юний Брут също и народните трибуни Тиберий Семпроний Гракх и Гай Хелвий Цина.